# Självstyrelsekonventionen
Självstyrelsekonventionen, eller Europeiska konventionen om lokalt självstyrelse (EKKS), är en konvention om lokalt självstyrelse, och som ligger till grund för samarbetet mellan Europarådets 47 medlemsländer. Konventionen kräver bland annat en lagstadgad kommunal självstyrelse, konsultationer mellan staten och den kommunala sektorn, och rätt till en egen och tillräcklig kommunal finansiering.
Alla medlemmar i Europarådet utom Monaco och San Marino har ställt sig bakom den grundläggande konventionstexten. 1989 ratificerade Sverige konventionen. Olika länder har överfört konventionen till sina respektive nationella rättssystem på olika sätt. I svensk rätt är konventionen exempelvis inte en egen nationell lag, utan anses motsvaras av skyddet för den kommunala självstyrelsen i regeringsformen samt reglerna i kommunallagen. Konventionen saknar sanktionssystem, men är folkrättsligt bindande.
Kongressen för lokala och regionala myndigheter, CLRAE, har av medlemsstaternas regeringar fått uppdrag att se över tillämpningen av konventionen, och utifrån olika landsrapporter och tematiska rapporter riktar man rekommendationer till regeringarna i medlemsländerna.
2009 antogs det så kallade Medborgarprotokollet, som ger invånarna i Europarådets medlemsländer rätt till inflytande, men uppdrar åt medlemsländerna själva att utforma hur detta inflytande ska se ut. Sverige har även undertecknat detta protokoll.